# Iglesia de Santa Felicita

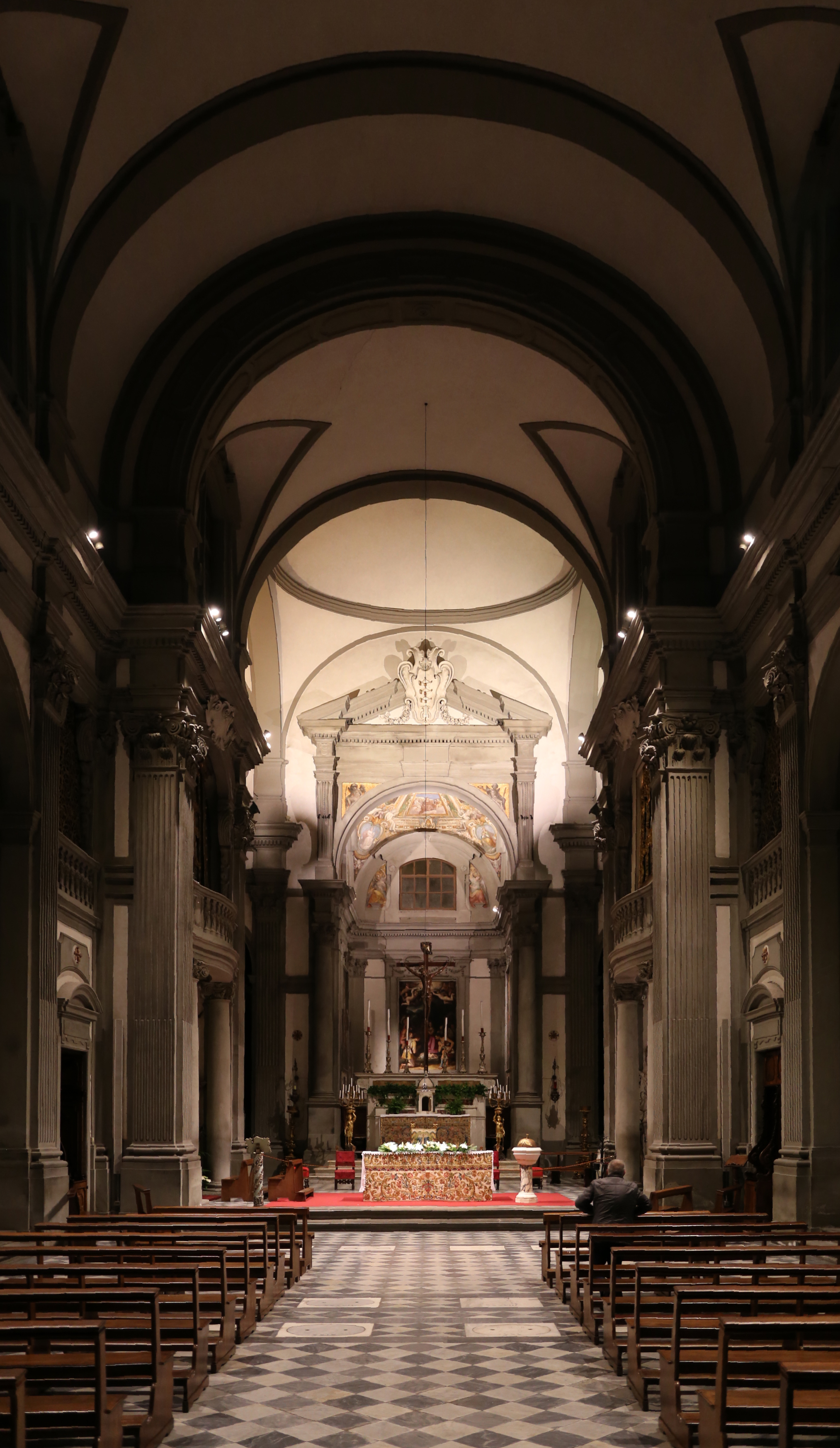
Interior de Santa Felicita.

La iglesia de Santa Felicita (del italiano: Chiesa di Santa Felicita) es una iglesia de Florencia situada en el barrio de Oltrarno a pocos pasos después del Ponte Vecchio a la izquierda de Via de' Guicciardini, en la homónima Plaza de Santa Felicita.
Como fundación se trata de una de las más antiguas iglesias de la ciudad, datando de la época romana, cuando hubo en el lugar un oratorio de planta basilical. Del antiguo cementerio paleocristiano, la iglesia conserva algunas lápidas escritas en griego: ya en el siglo II residían en la zona algunos mercaderes sirios que llevaron el culto cristiano a la ciudad.
La primera iglesia, de finales del siglo IV, principios del V se dedicó a una santa, martirizada en Cartago durante la época del emperador Marco Aurelio.
La estructura actual se comenzó en el siglo XI. Del año 1055 es la primera mención documental a un monasterio anexo de monjes benedictinos. El 7 de noviembre de 1059 el papa Nicolás II consagró la nueva iglesia y el nuevo monasterio.
El aspecto actual proviene de hecho de los años 1736-1739, cuando el arquitecto Ferdinando Ruggieri la reestructuró completamente. Siguiendo un proyecto de modernización derivado de la contrarreforma, en 1735 los monjes propietarios de la iglesia dieron inicio a la reconstrucción, respetándose las dos capillas simétricas: Barbadori-Capponi y Canigiani, así como el coro del siglo XVI. Desde la instalación de los grandes duques en el vecino palacio Pitti, la iglesia fue iglesia y parroquia de corte.
Durante esta reconstrucción, se incorporaron elementos típicos de la arquitectura barroca y rococó, como la ornamentación exuberante y la iluminación natural. El resultado fue un edificio más grandioso y majestuoso, que reflejaba la influencia de la Contrarreforma en la arquitectura religiosa italiana.
Influencia de la Contrarreforma en la Iglesia de Santa Felicita
La Contrarreforma, que se desarrolló en respuesta a la Reforma Protestante, buscó renovar y reformar la Iglesia Católica. En el caso de la Iglesia de Santa Felicita, la Contrarreforma se manifestó en la creación de un espacio más grandioso y ornamentado, que reflejaba la importancia de la fe y la devoción católica.
La reconstrucción de la iglesia también incluyó la creación de nuevos espacios para la celebración de la misa y la oración, como el coro y las capillas laterales. Estos espacios se diseñaron para favorecer la contemplación y la devoción, y para proporcionar un ambiente más adecuado para la celebración de la liturgia católica.
Es un ejemplo notable del estilo barroco en la arquitectura religiosa italiana, las características más predominantes son en: 
Decoración y Arte
La iglesia presenta decoraciones y obras de arte de destacados artistas italianos, como resultado de la reconstrucción barroca. El presbiterio, en particular, es un ejemplo de arquitectura barroca, con elementos como columnas torsas y ornamentos ricamente decorados.
Corredor Vasariano
La iglesia también es famosa por ser parte del Corredor Vasariano, un pasadizo que conecta el Palazzo Vecchio con el Palacio Pitti, donde la familia Medici solía asistir a misa.
La influencia que esta poseía se debía a su ubicación y planteamiento contra la reforma protestantes, como parte de la respuesta católica a la Reforma Protestante y la consolidación del poder eclesiástico en la región. La iglesia agustina de Santa Felicita, con su rico patrimonio artístico y su ubicación estratégica en el corazón de Florencia, era un importante centro religioso y cultural en la ciudad. Además si bien la familia Medici  no jugó un papel directo en la financiación y patronato de la reconstrucción de Santa Felicita durante la Contrarreforma, su influencia y presencia en la vida religiosa y cultural de Florencia durante siglos hicieron que su apoyo indirecto y su patrocinio a la iglesia y la orden agustina fueran posibles.